# Търговище (Румъния)
Вижте пояснителната страница за други значения на Търговище.
Търговище (на румънски: Târgoviște) е град и административен център в окръг Дъмбовица, Румъния. Градът е резиденция на владетеля на страната и столица между 1396 и 1714 г. В продължение на три века Търговище е най-важният икономически, политико-военен и културен център на Влашкото княжество.

## География
Градът е разположен на десния бряг на река Яломица, на плато с надморска височина от 260 м, на хълмистата граница на Подкарпатието и Северната Дунавска равнина. Градът е на 80 км северозападно от Букурещ, 80 км източно от Питещ и 50 км западно от Плоещ.

## История
За първи път градът е упоменат документално през 1396 г. от немския пътешественик Йохан Шилтбергер в неговия автобиографичен пътепис, в който Търговище е описан като една от двете столици на княжество Влахия наред с Куртя де Арджеш. Докато Мирчо Стари предпочита да управлява от Куртя де Арджеш, неговият син Михаил живее в Търговище. Последният владетел, който има за столица Куртя де Арджеш, е Дан II. Впоследствие Александру I Алдя окончателно премества столицата в Търговище през 1431 г.
Така до 1659 г. Търговище е столица на Влашко, а до 1714 г. все още е княжеска резиденция. През 1456 година тук е коронясан прочутият Влад III Дракула с прозвище Цепеш. Той построява и кулата Киндия, която до днес е символ на града. През 1499 г. влашкият княз Раду IV Велики възстановява църквата „Св. Николае“, а през 1514 г. при владичеството на княз Нягое I Басараб църквата е разширена и сега е известна като Манастира Дялу (Mănăstirea Dealu). През есента на 1595 г. под стените на града Михай Витязул разбива османците.
Княз Матей I Басараб (1632-1654) възстановява градската стена, обновява старите църкви и изгражда нови храмове.
Други по-значителни събития в историята на града са обсадата през 1395 г. и опожаряването му от султан Баязид I, и наказанието, което налага през 1459 г. на болярите от града Влад Цепеш заради това, че убиват баща му Влад II Дракул и брат му Мирчо II - по-възрастните първенци са набити на кол, а останалите са принудени да изминат пеш 80-километровия път до град Поенари без спиране и да строят крепост до р. Арджеш.
През XV и XVI век Търговище е голям търговски център (както показва и името му), особено оживено се търгува с Полша, Брашов и Сибиу. След това градът губи важното си значение като политически и социален център на страната. Днес той все още пази очарованието на бивша княжеска столица.
На 25 декември 1989 г., след набързо и против всякакви правни принципи произнесена присъда на военен съд, тук са осъдени и разстреляни комунистическият диктатор Николае Чаушеску и съпругата му Елена Чаушеску.

## Население
Населението на града през 2011 година е 79 610 души докато през 2002 г. то е 89 930 жители.

### Българи
Броят на българите се оценява между 2 800 и 4 500 души. Те живеят главно в квартал Матей войвод, който се намира в югоизточната част на града. Част от местните българи имат произход от Македония и все още използват характерният югозападен български диалект. В болшинството си местните българи използват белослатинско-плевенския говор. Те се занимават основно със зеленчукопроизводство, като продукцията им се продава най-вече в Букурещ.
Първите български заселници се заселват в града през 1739 и 1793 – 1806 г. През 1810 г. в града има т.нар. „сръбска махала“, населена с българи. Българите основно се заселват в града през 1851 г. от с. Бълени (днешната община Бълени със селата Бълени-Сърби и Бълени-Румъни) и с. Пунтя де Греч. В началото на 20 век около 200 семейства българи от с. Бълени-Сърби се заселват в града.
Българите разполагат с културна неправителствена организация – Асоциация „Заедно“, със седалище на ул. „Calea Ploiesti“ 87. Тя е създадена през 1999 г., като наследява българска културна асоциация Tърговище, основана през 1990 г. Председател на организацията е Васил Костаки. Съществува и детски ансамбъл „Босилче“.
Българите в града традиционно честват празника Тодоровден (или Конски Великден).

## Транспорт

### Железопътен транспорт
ЖП гара Търговище е второстепенен железопътен възел, свързващ градът с Букурещ, Плоещ и Пиетрошица. Открита е на 2 януари 1884 г. заедно с железопътната линия Титу-Търговище, построена от 7-ма железопътна рота на 1-ви инженерен полк. На 27 май 1894 г. е открита линията Търговище-Пучиоаса. Линията Търговище-Плоещ е пусната в експлоатация на 29 юни 1946 г., въпреки че строителството й е започнало още през 1929 г.
Гарата е отворена както за пътнически трафик – с електронна система за продажба/резервация на билети – така и за товарен трафик. Обслужва големите икономически оператори на града чрез индустриални линии – COST, Oțelinox, Erdemir, Romlux, Rondocarton, Cromsteel.

### Автомобилен транспорт
Разположен на древен кръстопът на търговски пътища, градът и днес е железопътен и автомобилен възел, лесно достъпен от всички страни. Търговище се намира в близост до столицата на Румъния, на 80 км от международното летище „Анри Коанда“. През Търговище преминават републиканските пътища:
| Национален път | Маршрут                                 | Дължина (км) | Европейски път | Бележки |
| -------------- | --------------------------------------- | ------------ | -------------- | ------- |
| DN71           | Тарташещи – Търговище – Пучоаса – Синая | 109          |                |         |
| DN72           | Гъещ – Търговище – Плоещ                | 76           |                |         |
| DN72A          | Търговище – Къмпулунг                   | 61           |                |         |

### Обществен транспорт
В рамките на града транспортът се осъществява с маршрутни таксита и автобуси, оператор е „Servicii Publice Municipale Târgoviște SRL“ (преди това „AITT S.A.“). До 2005 г. операторът използва и тролейбуси.
В периода от 2009 до 2019 г. градският транспорт се управлява от „S.C. AITT S.A.“ (Асоциация на транспортните инвеститори в Търговище), дружеството, управляващо пътнически транспорт в публично-частно партньорство.
От 1 март 2019 г. общественият транспорт се управлява от „SC Servicii Publice Municipale Târgoviște SRL“ (фирма на Кметство Търговище) и включва автобусни маршрути както в рамките на града, така и връзки с близките градове. През 2020 г. има повече от 13 маршрута в града и 14 маршрута, свързващи с населени места около община Търговище.

## Забележителности
- Княжеският дворец Куртя Домняска, днес превърнат в национален музей;
- Кулата Киндия, (XV век), символ на Търговище;
- Църквата Св. Димитър (1639);
- Църквата Св. Николае (1527)

## Спорт
- АФК Киндия Търговище, футболен клуб (от 2010 г.)
- CSM Търговище, волейболен клуб
- CSM Търговище, баскетболен клуб

Разпуснати отбори
- FCM Търговище, футболен клуб (1950 – 2015)
- Петролул Търговище, футболен клуб
- MCM Търговище, баскетболен клуб

## Личности

### Родени
Родени в Търговище са:
- Йон Елиаде-Радулеску (1802 – 1872), румънски писател, филолог и политик, член-основател на Румънската академия и неин първи ръководител
- Григоре Александреску (1810 – 1885), поет
- Константин Пороиняну (1843 – 1908), румънски адвокат и филантроп
- Йоан Александру Братеску-Войнещи (1868 – 1946), писател
- Константин Димитриу-Довлецел (1874 – 1942), адвокат и политик
- Николае Абрамеску (1884 – 1947), математик
- Тибериу Мосою (1898 – 1953), юрист, университетски преподавател, политик, кмет на Орадя
- Георге Потопяну (1889 – 1966), генерал, министър на финансите
- Лучиан Пенеску (р. 1933 г.), писател
- Мирча Хория Симионеску (1928 – 2011), писател
- Йоан Н. Раду (1935 – 2017), почетен майстор на спорта
- Теодор Столожан (р. 1943 г.), румънски икономист и политик, бивш министър-председател на Румъния
- Корнел Дину (р. 1948 г.), футболист
- Василе Радука (р. 1954 г.), богослов
- Мариус Опреа (р. 1964 г.), поет и историк
- Мариус Мушат (р. 1967 г.), моден дизайнер
- Лауренциу Регекампф (р. 1975 г.), футболист
- Аурелиан Патрашку (р. 1979 г.), футболист
- Влад Мирица (р. 1981 г.), поп певец
- Лауренциу Йон (р. 1991 г.), поет

## Побратимени градове
Побратимени градове на Търговище са:
- Търговище, България
- Нефтеюганск, Русия
- Тракай, Литва
- Сантарен, Португалия
- Джоя дел Коле, Италия
- Корбета, Италия
- Орво, Франция
- Шинон, Франция
- Ивано-Франкивск, Украйна
- Казанлък, България
- Кастельон де ла Плана, Испания
- Сюдад Реал, Испания
- Маями, САЩ

## Галерия
- Средновековни руини в Търговище
- Кулата Киндия
- Изглед от града
- Историческият музей
- Паркът Киндия